# Best of 2Pac
Best of 2Pac è un doppio album di greatest hits postumo di Tupac Shakur. La prima parte si chiama Thug, mentre la seconda Life.
Entrambi gli album sono stati messi in commercio il 4 dicembre 2007 negli Stati Uniti e il 10 dicembre dello stesso anno nel Regno Unito. La serie è stata trapelata su internet il 30 novembre, 4 giorni prima della pubblicazione ufficiale.

## Tracce: Thug
1. 2 of Amerikaz Most Wanted (featuring Snoop Doggy Dogg) – 4:06 – Dat Nigga Daz, Tracy Robinson
2. California Love (Original Mix) (featuring Dr. Dre & Roger Troutman) – 4:44 – Dr. Dre
3. So Many Tears – 3:58 – Shock G
4. I Ain't Mad at Cha (featuring Danny Boy) – 4:54 – Dat Nigga Daz
5. How Do U Want It (featuring K-Ci & JoJo) – 4:47 – Johnny "J"
6. Trapped – 4:45 – Ramon Pee Wee Godson
7. Changes (featuring Talent) – 4:29 – Deon Big D The Impossible Evans
8. Hail Mary (featuring Outlawz) – 5:12 – Hurt-M-Badd
9. Unconditional Love – 3:58 – Johnny "J"
10. Dear Mama (Remix) (featuring Anthony Hamilton) – 5:29 – Frank Nitty
11. Resist the Temptation (featuring Amel Larrieux) – 5:44 – Jake One

## Tracce: Life
1. Definition of a Thug Nigga – 4:08 – Warren G
2. Still Ballin' (Nitty Remix) (featuring Trick Daddy) – 2:50 – Frank Nitty
3. Until the End of Time (RP Remix) (featuring Richard Page) – 4:28 – Johnny "J" & Frank Nitty
4. Never Call U Bitch Again (featuring Tyrese) – 4:38 – Johnny "J"
5. They Don't Give a Fuck About Us (featuring The Outlawz) – 5:06 – Johnny "J"
6. Keep Ya Head Up (featuring Dave Hollister) – 4:24 – DJ Daryl
7. Ghetto Gospel (featuring Elton John) – 3:58 – Eminem
8. Brenda's Got a Baby – 3:53 – Deon Big D The Impossible Evans
9. Thugz Mansion (featuring J. Phoenix) – 4:12 – A. "Pitboss" Johnson, Aulsondro "Novelist" Hamilton, Claudio Cueni
10. When I Get Free III – 4:30 – Cold 187um
11. Dopefiends Diner – 4:53 – Ivan "Orthodox" Barias & Carvin "Ransum" Haggins